# Dansk iris
Dansk iris, även blå svärdslilja, dansk svärdslilja, (Iris spuria) är en växt inom irissläktet och familjen irisväxter. Dansk iris har liksom de andra irisarna en krypande jordstam och är flerårig, och kan bli upp till sju decimeter hög. Dess blad är långsmala, svärdslika, blågröna och omkring tio millimeter breda. Dansk iris blommar i juni med stora blåvioletta blommor på långa stjälkar som är ogrenade. Blommornas stödblad är mer eller mindre gröna. Efterföljande fruktkapsel är avlång.
Det vetenskapliga namnet spuria kommer av latinets spurius som betyder falsk, men själva syftningen är dock oklar.

## Förekomst
En mångformig art med stort utbredningsområde. Arten förekommer med flera underarter i Europa, Nordafrika och Asien.
Dansk iris är mycket sällsynt i Norden: den förekommer här och där i Danmark och i Sverige finns den på havsstrandängar i västra Skåne från Trelleborg till Barsebäck. Första gången denna art påträffades på svensk mark var i Limhamn den 10 juli 1955. De nordiska populationerna räknas till subsp. spuria och har kallats för var. danica. Växten förekommer även som trädgårdsväxt.
Arten fridlystes i Malmöhus län 1958 och är numera fridlyst i hela Sverige

## Underarter
Enligt The PlantList
- subsp. carthaliniae . Yttre kalkblad vita med gula centra. Kaukasus.
- subsp. demetrii. Blommor violetta. Kaukasus.
- subsp. maritima. Blommor violetta. Övre stjälkblad längre än internodierna. Sydvästeuropa.
  - var. sogdiana. Tajikistan och Uzbekistan.
- subsp. musulmanica. Blommor violetta. Armenien, Azerbajdzjan, Iran och Turkiet.
- subsp. spuria. Blommor violetta. Övre stjälkblad kortare än internodierna. Centraleuropa till södra Sverige.